# Tin-Akoff
Pour le département, voir Tin-Akoff (département).
Tin-Akoff est un village, chef-lieu du département et la commune de Tin-Akoff, situé dans la province de l'Oudalan et la région du Sahel, au Burkina Faso.

## Géographie
Tin-Akoff se situe dans l'extrême nord du Sahel burkinabé.
Ce village est situé au bord de la rivière Béli, un affluent du fleuve Niger.

## Histoire
Tin-Akoff est régulièrement la cible d'attaques djihadistes.
Le mercredi 11 novembre 2020, 14 soldats de Tin-Akoff sont tués lors d'une embuscade djihadiste.
Dans la nuit du 8 au 9 mai 2021, un groupe d'au moins une centaine d'hommes armés prend d'assaut certains quartiers du village et fait trois victimes.
Le 19 mai 2021, au moins 15 hommes sont tués par des hommes armés, à moto, dans le quartier Adjara. Un groupe armé est ensuite neutralisé par une patrouille du détachement militaire de Markoye dans les environs de la commune, sans que l'on sache s'il s'agit bien du groupe attaquant.

## Ethnies et autorités traditionnelles
L'élevage est pratiqué par deux groupes sociaux à Tin-Akoff, les Peuls et les Tal-Tamachecks (Touaregs).
Almamoun Ag Ferebi, chef touareg, est un ancien maire de ce village.

## Économie
L'économie de Tin-Akoff est essentiellement agricole. 
Tin-Akoff dispose de terrains de pâturages figurant parmi les plus réputés de toute la province de l'Oudalan, grâce à la présence de la rivière Béli. L'élevage de bétail  (type zébu) y est pratiqué, les troupeaux pouvant boire dans la rivière.
Des canaux d'irrigation relient la rivière à des dizaines de potagers entourés d'enclos en branches tressées, situés tout le long de la piste d'accès.
Un marché est tenu, généralement le mercredi.
Il existait jusqu'en 2015 une petite activité touristique, mais celle-ci a disparu en raison du danger terroriste dans la région.

## Transports
Le village est accessible toute l'année uniquement en véhicule tout-terrain, et l'est une partie de l'année avec un taxi-brousse. La principale piste d'accès relie Zigberi à Markoye ; elle rejoint Tin-Akoff en bifurquant vers l'Ouest.
Il est également possible de rejoindre Tin-Akoff en passant par Oursi et Gorom-Gorom.